# Margherita Vicario
Margherita Vicario (Roma, 13 de febrero de 1988) es una actriz, cantautora y directora de cine italiana. Empezó su trabajo como actriz en series de televisión en la década de 2010 y en películas como A Roma con amor de Woody Allen y Pazze di me de Fausto Brizzi. En 2024 debutó como directora de cine con el largometraje ¡Gloria! en la que reivindica la memoria de las compositoras a lo largo de la historia. La película compitió en el Festival Internacional de Cine de Berlín e inaugura el Festival Internacional de Cine de Gijón FICX62.  
Inició su carrera como cantautora independiente con el álbum Minimal Musical (2014) que ella misma compuso. Ha colaborado con artistas como  Elodie, Francesca Michielin, Gaia , Rancore , Raphael Gualazzi y Vinicio Capossela.

## Biografía
Margherita Vicario nace en el seno de una familia conectada con el cine. Es la hija del director italiano Francesco Vicario y sobrina de Marco Vicario y Rossana Podestà.
Criada en Grazzano Visconti, un pequeño pueblo de la provincia de Piacenza, a los 13 años se mudó con su familia a Roma. Estudió tres años de arte dramático. En 2009 se graduó en Artes Escénicas en la Universidad Link Campus  Debutó como actriz interpretando a un personaje secundario en A Roma con Amor  (2012) de Woody Allen y ha aparecido en numerosas series de televisión italianas como I Cesaroni, Amore pensaci tu y Carlo & Malik. También ha trabajado en películas dirigidas por  Fausto Brizzi y Antonio Manzini. En televisión ha trabajado con Lamberto Bava, Michele Soavi y Riccardo Donna. (I Cesaroni).
Paralelamente, profundizó sus estudios de canto con la soprano Silvia Gavarotti y formó parte del grupo Marcello e il Mio Amico Tommaso como corista y percusionista durante tres años.
En 2011 presentó el corto, que escribió, codirigió e interpretó: Se riesco parto (2011)   En 2012 montó su primer espectáculo de canciones Lem Lem – Liberi Esperimenti Musicali en un teatro de Roma.  Al año siguiente fue finalista del Premio Musicultura con la canción Nota bene , en 2013 , producida y arreglada por Roberto Angelini y Daniele Rossi para el sello Fiorirari;  en 2014 se lanzó su primer EP Esercizi preparatori e inmediatamente después su primer álbum Minimal Musical , nominado al Premio Tenco como mejor ópera prima. 
Como cantautora, lanzó su primer sencillo «Nota bene» en 2013. Su primer álbum de estudio, titulado Minimal Musical, fue lanzado el 6 de diciembre de 2014. En 2020 lanzó los sencillos «Giubbottino», «Pincio» y «Piña colada» con el sello Island Records. Escribe e interpreta algunas canciones para bandas sonoras de series de televisión ( Piper , Immaturi ). 
En 2016 formó parte del elenco de la película L'Universale de Federico Micali y de la comedia Cristian e Palletta contro tutti de Antonio Manzini ; también participa en la comedia The Pills - Semper Migliore che Lavoro del trío romano The Pills.  Con su banda participa en el programa de televisión Cyrano - El amor hace milagros , transmitido por Rai 3 .  En 2019 lanzó los sencillos Abaué (muerte de un chico trap) , Mandela y Romeo , que marcaron el inicio de un nuevo viaje musical.  En noviembre del mismo año, reinterpretó Noi non ci essere de Francesco Guccini con motivo del lanzamiento de Notas de viaje - Capítulo 1: adelante... , una colección en la que varios artistas italianos reinterpretan las canciones más famosas, del cantautor.
En febrero de 2022 participó en la velada de covers del 72º Festival de San Remo cantando Be My Baby de las Ronettes con La Representante di Lista , Cosmo y Ginevra ;  mientras que el 17 de marzo y 27 de mayo lanzó los sencillos Astronauti y Onde .  
En 2023, presenta el podcast Showtime , donde analiza cuestiones relativas a la vida humana con varios invitados, entre ellos Carlotta Vagnoli, Adrian Fartade y Daniela Collu .  Cada uno de los cuatro episodios fue acompañado por la publicación de un single inédito: todas las canciones fueron luego recopiladas en el EP del mismo nombre . 
El 21 de febrero de 2024 presentó la película ¡Gloria! en competición en la Berlinale, escrita y dirigida por la propia Vicario, debutando como directora; Luego, la película se estrenó en los cines italianos en abril.  El 27 de marzo siguiente, lanzó el sencillo Aria! , extraído de la banda sonora de la película.  En Nastri d'argento 2024 , el artista gana el premio a la Mejor banda sonora , junto con Dade , por el largometraje antes mencionado. 

## Discografía

### Álbumes de estudio
- 2014: Minimal Musical[1]
- 2021: Bingo[13]

### EP
- 2014: Esercizi preparatori

### Sencillos
- 2013: «Nota bene»
- 2014: «Per un bacio»
- 2017: «La matrona»
- 2018: «Castagne»
- 2019: «Abaué (morte di un trap boy)»
- 2019: «Mandela»
- 2019: «Romeo» con Speranza
- 2020: «Giubbottino»
- 2020: «Pincio»
- 2020: «Is This Love» (cover)
- 2020: «Piña colada» con Izi
- 2021: «Equatore» con Rancore
- 2021: «Orango tango»
- 2021: «Karma Sutra» con Selton
- 2021: «Come va»
- 2021: «La meglio gioventù»
- 2022: «Astronauti»
- 2022: «Onde»

### Colaboraciones
- 2016: «Il cuore va nell'organico» con Lucio Corsi
- 2019: «Ciampino» con Iva Collister
- 2020: «Sposa» con Elodie

## Filmografía

### Cine
Como directora y guionista:
- Se riesco parto (2011) corto. Dirección y guion Michele Bertini Malgarini y Margherita Vicario. Elenco (Ley)[3]
- ¡Gloria! largometraje (2024). Dirección, coguionista con Anita Rivaroli.[14]

Como actriz:
| Año  | Título                                                 | Personaje    |
| ---- | ------------------------------------------------------ | ------------ |
| 2012 | A Roma con Amor de Woody Allen                         | Claudia      |
| 2013 | Pazze di me, de Fausto Brizzi                          | Roberta      |
| 2013 | La terra e il vento, de Sebastian Maulucci             | Julie        |
| 2014 | Arance & martello, de Diego Bianchi                    | Emma Benussi |
| 2016 | The Pills - Sempre meglio che lavorare, de Luca Vecchi | Giulia       |
| 2016 | L'Universale, de Federico Micali                       | Camilla      |
| 2016 | Cristian e Palletta contro tutti, de Antonio Manzini   | Teresa       |

### Televisión
| Año       | Título                   | Rol               | Notas                       |
| --------- | ------------------------ | ----------------- | --------------------------- |
| 2008–2014 | I Cesaroni               | Nina Scaramozzino |                             |
| 2012      | 6 passi nel giallo       | Marina Zammit     | Episodio: "Presagi"         |
| 2012      | A un paso del cielo      |                   | Episodio: "Un nuevo camino" |
| 2013      | Borgia                   | Cariddi Grimani   | Episodio: "The Assumption"  |
| 2017      | Amore pensaci tu         | Chiara Cordaro    | 20 episodios                |
| 2018      | Carlo & Malik            | Cinzia Repola     | 12 episodios                |
| 2019      | Non ho niente da perdere | Federica          | Película para televisión    |